# Permission marketing
 (juin 2008).
Si vous disposez d'ouvrages ou d'articles de référence ou si vous connaissez des sites web de qualité traitant du thème abordé ici, merci de compléter l'article en donnant les références utiles à sa vérifiabilité et en les liant à la section « Notes et références ».
Pour les articles homonymes, voir Permission.

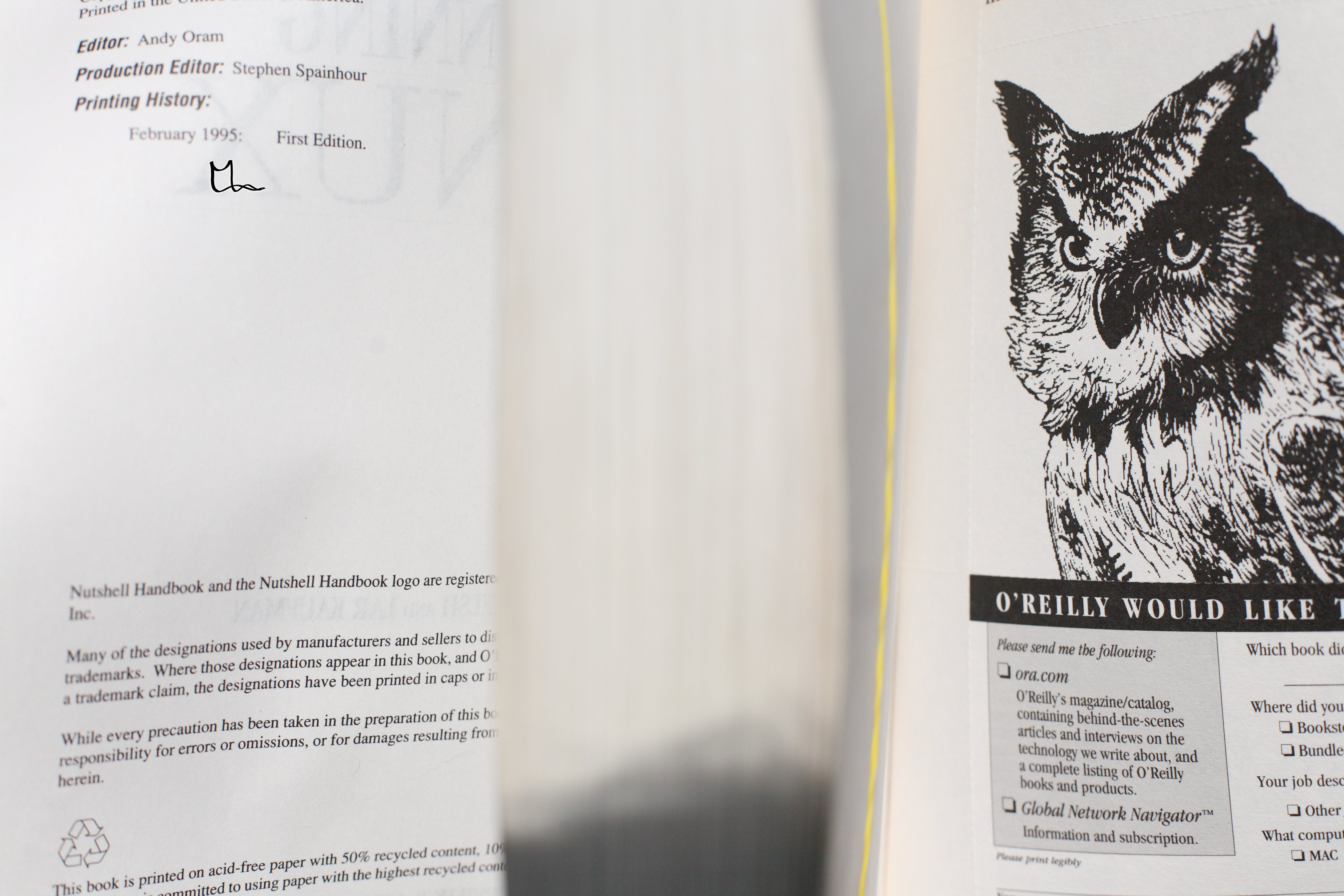
Un exemple de 1995 de Permission Marketing. Une carte postale de réponse d'entreprise en guise de dernière page d'un livre.

Le permission marketing  est un type de marketing et publicité qui demande l'autorisation des personnes ciblées avant de leur envoyer un message, par opposition au spam ou marketing de l'interruption, dont le plus pur exemple est une publicité télévisée qui va parler à une grande audience d'un sujet qui ne l'intéresse absolument pas.
Le paradoxe du permission marketing est qu'il nécessite souvent une interruption en première étape, avant de pouvoir créer une relation ou une discussion, d'où sa subtilité en tant que stratégie marketing.
On associe souvent le terme opt-in et le permission marketing car ils sont intimement liés, bien que le permission marketing soit relativement peu connu en France, contrairement aux pays anglo-saxons .

## Caractéristiques
Le permission marketing a été inventé et popularisé par Seth Godin, ancien responsable du marketing direct de Yahoo, dans son ouvrage Permission Marketing, publié en 1999.
La finalité du permission marketing est d'inciter le client à entrer dans une relation timide et froide avec la marque ou produit, puis à accepter des niveaux croissants de permission, c'est-à-dire de consentement, via un programme de marketing relationnel ou de cybermarketing.
C'est un investissement dans la fidélisation de la clientèle sur le long terme, également basé sur le concept de part de client, par opposition à celui de part de marché.
Cette technique marketing et publicitaire a pour objectif d'augmenter les taux de conversion, ainsi que la satisfaction des personnes ciblées en ne leur envoyant que des communications concernant des informations ou offres répondant à 3 critères :
- pertinents ;
- attendus ;
- personnalisés.

## Exemples
- Publicité encourageant une demande de documentation complémentaire ;
- Inscription à une lettre d'information sur Internet
- Programme de fidélisation Flying Blue d'Air France